# Парэм, Чарльз
Чарльз Фокс Пархэм (англ. Charles Fox Parham; 4 июня 1873, Маскатин, Айова, США — 29 января 1929, Бакстер-Спрингс, Канзас, США) — американский пятидесятнический евангелист, основатель «Миссии апостольской веры», редактор издания «Апостольская вера».
Чарльза Фокса Парэма называют одной из ключевых фигур начала современного пятидесятнического движения. 1 января 1901 года в библейском колледже «Вефиль», основанном Чарльзом Пархэмом, одна из студенток заговорила на незнакомом ей языке; эту дату считают официальным «днём рождения» пятидесятничества.
В русскоязычных источниках также встречается транскрипция Чарльз Пархэм, Чарльз Пархам, Чарльз Пархем и Чарльз Парем.

## Биография

### Ранние годы
Чарльз Фокс Парэм родился 4 июня 1873 года в городке Маскатин (Айова) и был третьим из пяти сыновей Уильяма и Энн Парэм. В 1878 году вся его семья переехала в Чини, Канзас, где его отец вложил деньги в сельское хозяйство и приобрёл ферму. В 9-летнем возрасте мальчик заболел ревматизмом. Мать Чарльза умерла в 1885 году и через год его отец вновь женился на дочери методистского священника Гарриет Миллер. Гарриет была набожной христианкой и вскоре дом Парэмов стал местом религиозных собраний.
В 1886 году на богослужении конгрегационалистов Парэм пережил религиозное обращение; позже он стал прихожанином Методистской епископальной церкви (ныне — Объединённая методистская церковь), где проводил уроки воскресной школы. В 1890 году Чарльз Парэм поступил в методистский Юго-западный колледж штата Канзас в г. Уинфилде. Во время учебы Парэм на некоторое время «отпал от веры» и даже решил стать врачом, однако после очередного приступа ревматизма он вновь связал свою жизнь с церковным служением.
По окончании обучения Парэм получил удостоверение служителя методистской церкви; в 1893 году его временно назначили помощником пастора в методистской общине недалеко от г. Лоуренс, штат Канзас.

### Самостоятельное служение
В 1895 году на ежегодной региональной конференции методистов Канзаса, Парэм сдал своё удостоверение служителя и объявил о выходе из методистской церкви. Своё дальнейшее служение Парэм продолжил как самостоятельный евангелист, не связанный ни с одной деноминацией.
31 декабря 1896 года Чарльз Парэм женился на Саре Тистлевейт (1877—1937), которая была дочерью квакеров; церемония бракосочетания проходила по квакерскому обряду. В следующем году у семейной пары родился первенец — Клод, чуть позже серьёзно заболевший. По утверждению самого Парэма, младенец был исцелён после молитвы за него. Впоследствии, молитвы за исцеление стали неотъемлемой частью служения Парэма.

### Случай в Топике

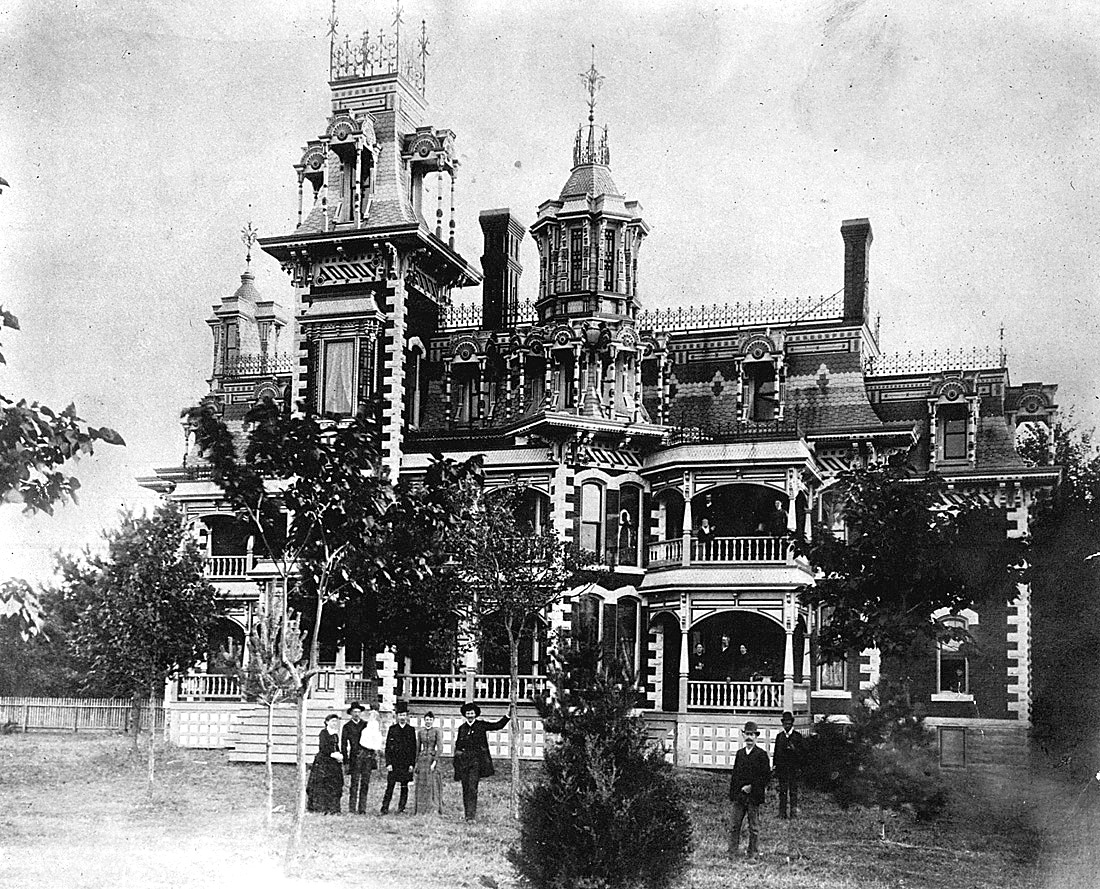
Здание библейского колледжа в Топике (ок. 1900)

В 1898 году семья Парэм переезжает в столицу штата Канзас — город Топика. В городе Парэм развернул бурную религиозную деятельность — основал лечебницу «Вефиль», миссию спасения проституток
и бездомных, бюро по найму на работу, служение сиротам. Позже он начал издавать журнал «Апостольская вера». В октябре 1900 года в Топике им был открыт библейский колледж «Вефиль».
Первый набор привлёк в «Вефиль» около 40 студентов. В декабре, в ходе изучения книги Деяний апостолов, студенты колледжа пришли к выводу, что первоначальным доказательством крещения Святым Духом является говорение на иных языках. 1 января 1901 года студентка колледжа Агнесса Озман попросила Парэма «возложить на неё руки» и помолиться о «крещении Святым Духом». Первоначально Парэм колебался, указав, что сам не «говорит на иных языках», однако позже согласился и начал молитву. О произошедшем в дальнейшем он рассказывал так:

Я едва произнес три дюжины фраз, как слава сошла на неё (Озман), сияние как будто окружило её голову и лицо, и она начала говорить на китайском языке и не могла говорить по-английски три дня.
3 января сам Парэм и ещё 12 студентов из различных христианских деноминаций пережили подобный опыт «говорения на языках».
Несмотря на первоначальное воодушевление, очень скоро студенты библейского колледжа встречаются с резкой критикой со стороны газет и местных жителей. В марте у Чарльза Парэма умирает годовалый сын Чарльз; вскоре владельцы здания, в котором располагался библейский колледж, сообщают о намерении его продать. Всё это приводит к тому, что Чарльз Парэм сворачивает своё служение в Топике и покидает город осенью 1901 года.

### Миссия апостольской веры
В дальнейшем Парэм продолжает религиозную деятельность в рамках созданной им «Миссии апостольской веры». В 1903 году в г. Галина (Канзас) в течение нескольких месяцев Парэм проводит богослужения в палатке. По его словам, служения сопровождаются многочисленными обращениями, исцелениями и крещениями Святым Духом. По сообщениям газет, в Галине Парэм исцелил 1 тыс. человек и обратил в веру более 800. Движение Парэма вскоре распространилась в Техасе, Канзасе и Оклахоме.
Успех в Галине вдохновил Парема расширить своё служение и в 1905 году он переехал в Хьюстон, штат Техас, где основал еще один библейский институт. Вместе со студентами института Парем разъезжает по округе, проповедуя учение о крещении Святым Духом. Одним из студентов института в Хьюстоне был чернокожий Уильям Сеймур, ставший впоследствии лидером пробуждения на Азуза-стрит.
В середине 1906 года, на пике своей популярности, Парэм имел 8-10 тыс. последователей по всей Америке. После 1906 года влияние Парэма начало уменьшаться. Недостатки его характера, авторитарный стиль руководства и ряд еретических учений заставили отвернуться от Парэма ряд его соратников. В конце  1906 года Парэм побывал в Лос-Анджелесе и резко осудил проходящее там пробуждение на Азуза-стрит за чрезмерную эмоциональность и совместные межрасовые служения.

### Обвинение в гомосексуализме
В июле 1907 года Чарльз Парэм был арестован в г. Сан-Антонио (штат Техас) по обвинению в гомосексуализме, являвшемся на тот момент уголовным преступлением. Через несколько дней после этого, после того как окружной прокурор отказался предоставить обвинительное заключение из-за отсутствия доказательств, само обвинение было снято, а Парэм выпущен на свободу.
Данный инцидент был подхвачен рядом изданий, растиражирован и оброс слухами. Христианские газеты «Горящий куст» и «Сион геральд» поместили репортажи с показаниями очевидца правонарушения и якобы написанным Парэмом добровольным признанием; при этом газеты ссылались на издание «Сан-Антонио лайт». В настоящий момент известно, что издание «Сан-Антонио лайт» никогда не публиковало подобных репортажей.
Чарльз Парэм был уверен, что за атакой в СМИ на него стоит конкурирующий проповедник Уилбур Гленн Волива, генеральный надзиратель религиозной коммуны Сион. В дальнейшем, противники Парэма использовали данный эпизод, чтобы дискредитировать его служение. Плакаты с предполагаемым признанием Парэма «в содомии» часто выставлялись в городах, где проповедовал Парэм.

### Дальнейшее служение
В 1909 году Парэм обосновался в городе Бакстер-Спрингс, штат Канзас, где преподавал в небольшой библейской школе и совершал поездки по близлежащим населенным пунктам. Благодаря служению Парэма в штате Канзас сформировалось несколько пятидесятнических общин; позже они объединились в небольшую ассоциацию. В 1988 году ассоциация «Апостольская вера» со штаб-квартирой в Бакстер-Спрингсе объединяла 100 общин и 140 служителей. В настоящее время ассоциация насчитывает ок. 10 тыс. последователей.

### Смерть
К 1927 году у Парэма участились сердечные боли. Здоровье Парэма заметно ухудшилось осенью 1928 года, после его возвращения из Палестины. В начале января 1929 году Парэм приехал в город Темпл (Техас), где он должен был показать диапозитивы из Палестины. 5 января 1929 года на презентации диапозитивов он потерял сознание. Вскоре в Тэмпл прибыла его жена. Против желания Парэма, планировавшего продолжить тур по Техасу, его родные увезли его в родной дом в Бакстер-Спрингс, штат Канзас. Чарльз Парэм умер во второй половине дня 29 января 1929 года.
Парэм был похоронен на городском кладбище в Бакстер-Спрингс; на похоронах присутствовало 2,5 тыс. человек. Опасаясь возможного вандализма его близкие установили на могиле небольшой каменный знак, не содержавший даже имени Парэма. В 1937 году в могиле Чарльза Парэма была захоронена его жена. В настоящее время на могиле установлено надгробие увенчанное раскрытой Библией.

## Убеждения
В издании «Апостольская вера» от 22.03.1899 Парем перечислил свои убеждения: «Спасение по вере; исцеление по вере, через возложение рук и молитву; освящение по вере; пришествие Христа перед тысячелетним царством; крещение Святым Духом и огнём, которое запечатывает Невесту и подаёт дары».

### Крещение Святым Духом
Вместе со своими учениками Парэм разработал и сформулировал ныне классическое пятидесятническое представление о том, что «говорение на языках» является видимым внешним признаком крещения Святым Духом. При этом, Парэм верил, что глоссолалия, сопровождающая опыт крещения Святым Духом является ксенолалией — говорением на реальном земном языке.

### Прочие убеждения
Чарльз Парэм поддерживал деятельность Теодора Герцля, направленную на создание национального государства Израиль. Имеются сведения о его участии в деятельности Ку-клукс-клана.
Помимо этого, Чарльз Парэм придерживался ряда весьма маргинальных богословских взглядов. Так, он был сторонником аннигилизма (веры в то, что неспасённые души прекратят своё существование после смерти). Считается, что подобные взгляды он перенял от своего деда по линии жены, квакера Дэвида Бейкера.
Парэм также был согласен со взглядами британских израилитов утверждавших, что англосаксы являются потомками десяти потерянных колен. Подобные взгляды Парэм перенял от Джона Доуи.

## Публикации
Чарльз Парэм был основателем и редактором издания «Апостольская вера», выходившего с перерывами с 1899 по 1929 год (Топика, Канзас, 1899—1900; Мелроз, Канзас и Хьюстон, Техас, 1905-06; Бакстер-Спрингс, Канзас 1910-17, 1925-29).
При жизни Чарльз Парэм опубликовал две книги:
- Charles F. Parham. A voice crying in the Wilderness. — 1902.

Charles F. Parham. A voice crying in the Wilderness. — 2 изд.. — Baxter Springs, KS: Apostolic Faith Bible College, 1910.
Charles F. Parham. A voice crying in the Wilderness. — 3 изд.. — Joplin, MO: Tri-State Printing Co, 1931. — 138 p.
Charles F. Parham. A voice crying in the Wilderness. — 4 изд.. — Baxter Springs, KS: Robert L. Parham; Printing: Joplin, MO: The Joplin Printing Co., 1944. — 138 p.
Charles F. Parham. A voice crying in the Wilderness. — 4 изд., репринт. — Baxter Springs, KS: Apostolic Faith Bible College, 1944. — 138 p.
Charles Parham. A voice crying in the Wilderness. — Christian Pentecostal Book, 2012. — 158 p. — ISBN 978-147-507071-2.
- Charles Parham. The Everlasting Gospel. — 1911.

Charles Parham. The Everlasting Gospel. — репринт. — Houston, TX: Southwest Printing Plant, 1942. — 123 p.
Charles Parham. The Everlasting Gospel / Parham, Robert L.. — репринт. — Baxter Springs, KS: The Apostolic Faith Bible College, 1942. — 123 p.
Charles Parham. The Everlasting Gospel. — Christian Pentecostal Book, 2012. — 140 p. — ISBN 978-148-001165-6.
После смерти Парэма его жена публикует ещё два произведения:
- Parham, Sarah E. The Life of Charles F. Parham: Founder of the Apostolic Faith Movement. — Joplin, MO: The Tri-State Printing Co, 1930. — 452 p.

Parham, Sarah E. The Life of Charles F. Parham: Founder of the Apostolic Faith Movement. — New York: Garland Publishing, 1985. — 452 p.
- Charles F. Parham. Selected Sermons of the late Charles F. Parham / Sarah E. Parham. — Baxter Springs, KS: Robert L. Parham, 1944. — 135 p.

Charles F. Parham. Selected Sermons of the late Charles F. Parham / Sarah E. Parham. — Baxter Springs, KS: Robert L. Parham, 1980. — 135 p.